# نقبة (نظرية الألوان)

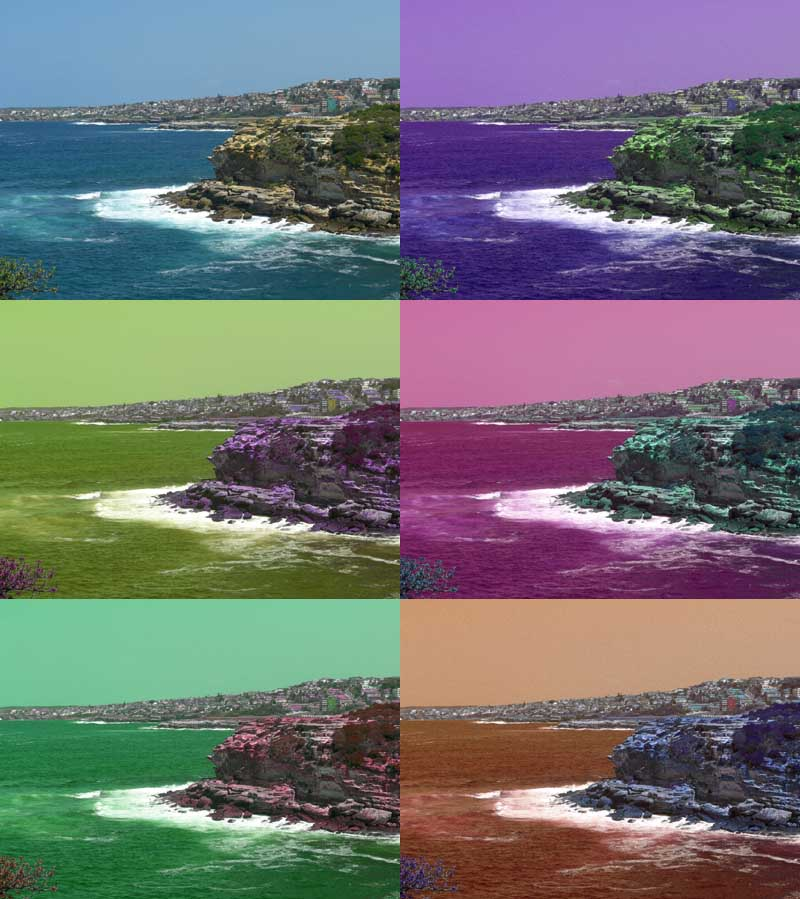

النُّقبة (بالإنجليزية: Hue)‏ هي الهيئة أو الشكل المكتسبة بالصبغ، وهي تلك الخاصية الناتجة عن اختلاف طول الموجات الضوئية، والمقصود هو اللون الصافي الخالي من الظلال أو من أي مزيج أو شائبة من لون أخر، أو لذلك اللون المضاف إليه نسبة من اللون الأسود أو الأبيض، مثل اللون الأحمر والأصفر والأخضر والأصفر والأزرق أو البرتقالي أو البنفسجي. إلخ.
ويميز بين الألوان ذات الصبغة نفسها بصفات تشير إلى إضاءة اللون و/أو صفاء اللون مثل أزرق فاتح، وأزرق فاه، وأزرق زاه. وللبني استثناء، فهو برتقالي داكن واللون الوردي فهو أحمر فاتح ذو صفاء لوني مخفف.
النقبة هي إحدى الأبعاد الثلاثة في الفضاءات اللونية مع الإشباع وإضاءة اللون.
وفي الرسم الفني ونظرية اللون، يطلق مصطلح النقبة على الألوان النقية، وهي الألوان بدون تظليل أو تمشيج (إضافة الخضاب الأسود أو الأبيض). والنِقبة عنصر من دولاب الألوان.

## اقرأ أيضا
- إضاءة اللون
- صفاء اللون